# Balthasar III Moretus

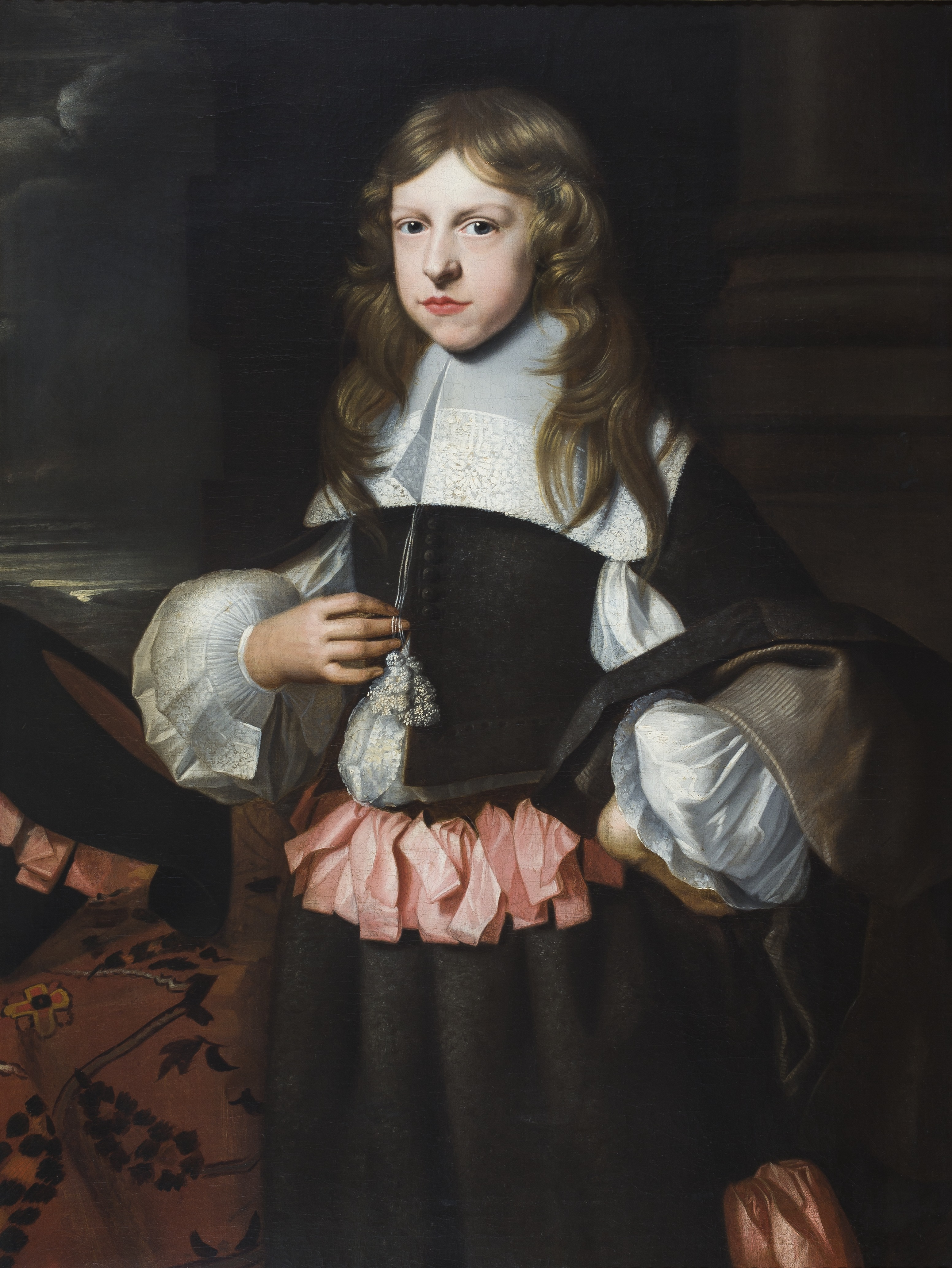
Balthasar III Moretus door Jacob Van Reesbroeck

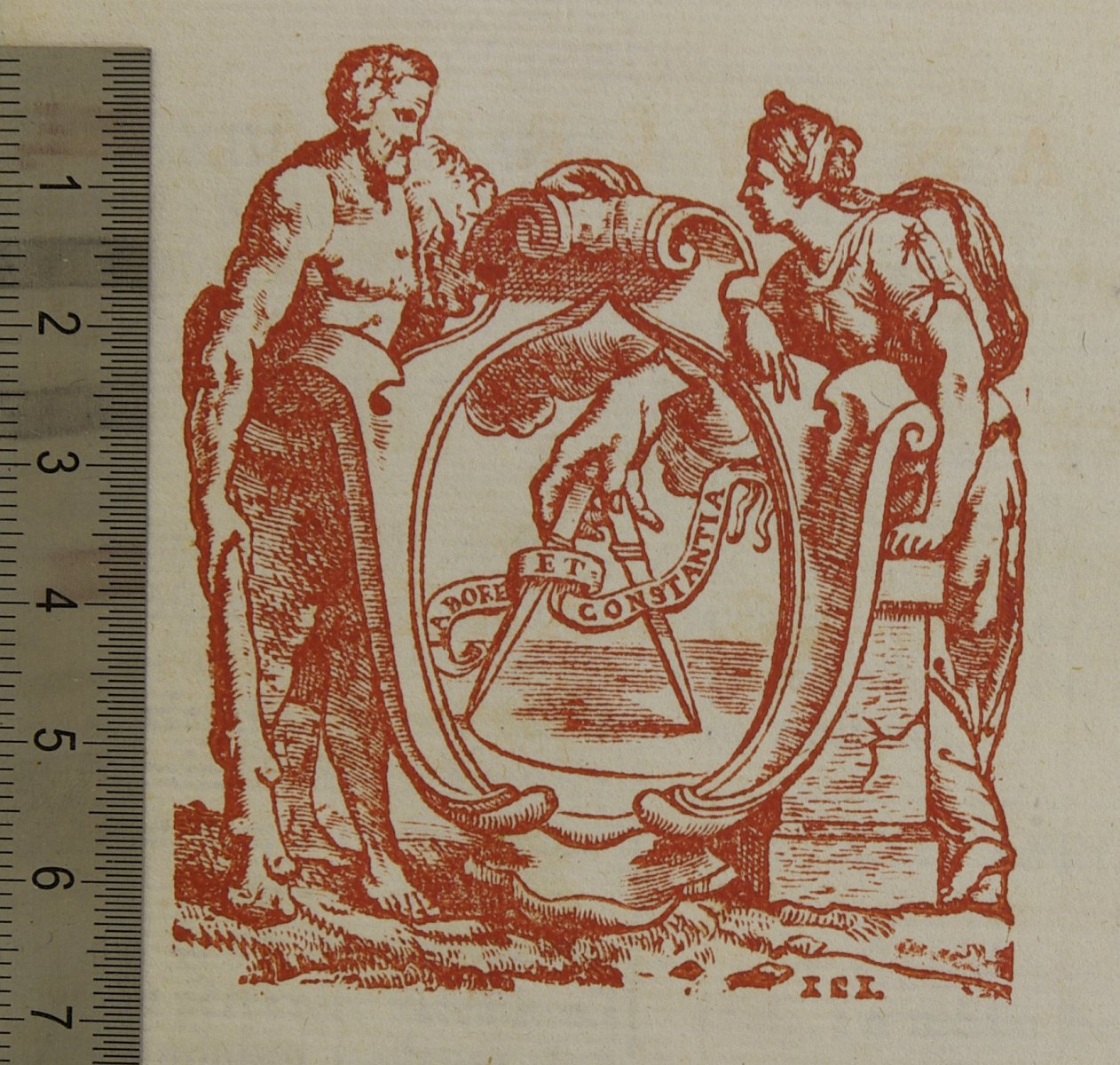
Drukkersmerk van Balthasar III Moretus, zoals gebruikt in Missale Romanvm ex decreto sacrosancti concilij Tridentini restitutum (1682), KULeuven - Bijzondere collecties, A82266/1 (f. k10 recto)

Balthasar III Moretus (Antwerpen, 24 juli 1646 - 8 juli 1696) was de zoon van Balthasar II Moretus en Anna Goos. Balthasar III was gehuwd met Anna Maria de Neuf en had negen kinderen, waaronder zijn opvolger Balthasar IV Moretus. Van 1674 tot 1696 was hij hoofd van drukkerij Plantijn in Antwerpen.  In deze functie werd hij op 1 september 1692 door koning Karel II van Spanje, die ook vorst van de Zuidelijke Nederlanden was, in de adelstand verheven.
Ten tijde van Balthasar III produceerde de drukkerij bijna uitzonderlijk liturgische werken, voornamelijk bestemd voor de Spaanse markt. Drukkerij Plantijn was onder de vader van Balthasar III, Balthasar II Moretus, begonnen met steeds minder historische en literaire werken uit te geven en de nadruk te leggen op liturgische teksten. Onder Balthasar III werd dit proces voltooid. Na zijn dood in 1696 volgde zijn zoon Balthasar IV hem op als meester van de Officina Platiniana.